# 西拉族
西拉族是越南官方认定的54个民族之一，分布在越南西北部与老挝交界处。
根据2009年统计，越南莱州省境内有600人，另有1800人生活在老挝北部。
西拉族主要以种植农作物为生，有时也会狩猎或畜养动物。他们说西拉语，是汉藏语系藏缅语族的一种语言。